# Торкио (Парма)
Торкио је насеље у Италији у округу Парма, региону Емилија-Ромања.
Према процени из 2011. у насељу је живело 115 становника. Насеље се налази на надморској висини од 58 м.